# Les Billanges
Les Billanges is een gemeente in het Franse departement Haute-Vienne (regio Nouvelle-Aquitaine) en telt 288 inwoners (1999). De plaats maakt deel uit van het arrondissement Limoges.

## Geografie
De oppervlakte van Les Billanges bedraagt 21,9 km², de bevolkingsdichtheid is 13,2 inwoners per km². De plaats ligt ten noorden van de Taurion in de Monts d'Ambazac.

## Geschiedenis
In Virareix en in Le maisonneux, twee gehuchten van Les Billanges, hebben archeologen de resten van Gallo-Romeinse villas aangetroffen.
Les Billanges heeft een versterkte romaanse kerk uit de 13e eeuw, gewijd aan de Geboorte van St.Jan de Doper. Het dorp heette in 1273 Aubillanges.
Les Billanges ligt aan de Via Lemovicensis of Weg van Vézelay, de Pelgrimsroute naar Santiago de Compostella door de Limousin.
De onderstaande kaart toont de ligging van Les Billanges met de belangrijkste infrastructuur en aangrenzende gemeenten.

## Demografie
Onderstaande figuur toont het verloop van het inwonertal (bron: INSEE-tellingen).